# أبو زيان محمد بن فارس
محمد بن أبي عنان فارس بن علي يكنى أبا زيان، من أولاد السلطان أبي عنان فارس، بويع وأبوه طريح الفراش لشدة مرضه وخلع في يوم بيعته وقتل خنقا، وله سبع عشرة سنة.

## صفته
يقول صاحب روضة النسرين :«رأيته أبيض اللون، محمر الوجنتين، أعين أدعج جميل الوجه، إلا أنه كان عظيم الشفة السفلى».

## حاله
يقول ابن الأحمر في كتابه روضة النسرين: «يكنى أبا زيان، أمه مولدة عربية اسمها غزالة، بويع وأبوه مريض لا يقدر على القيام من فراشه لشدة مرضه يوم الأربعاء الخامس والعشرين لذي الحجة من عام 759هـ، قام ببيعته وزير أبيه الحسن بن عمر الفودودي، وبايعه ثم رجع عنه إلى أخيه السعيد وقتله خنقا».

## وفاته
قتل أبو زيان محمد بن فارس خنقا، وله سبع عشرة سنة وكانت دولته ساعة من النهار.